# Stan et ses stars
Stan et ses stars est une série télévisée québécoise en 39 épisodes de 23 minutes diffusée entre le 26 février 2008 et le 3 mars 2009 sur VRAK.TV. Le thème est de se moquer, en quelque sorte, des émissions de télé-réalité.

## Synopsis
L'émission s'inspire des populaires émissions de télé-réalité. Elle met en scène sept participants, trois gars et trois filles, qui rêvent, à peu près tous, de gloire et de célébrité. Ils sont entourés d'une animatrice excentrique et d'un producteur qui voit grand. Au fil des épisodes, on assiste à la vie des participants dans leur « condo », alors qu'ils seront aux prises avec les hauts et les bas de la vie de stars en devenir. Aux leçons de l'académie succéderont les éliminations, les minutes en direct, les épreuves, les grands drames et les couples. Les téléspectateurs ont aussi droit à quelques confidences des participants, qui se confesseront au « parloir ». Kevin, est un associé de Stan dans ses mauvais plans. Il vient dans quelques épisodes, espérant avoir sa place dans le « condo » et dans l'émission, mais il est toujours éliminé à la fin.

## Distribution
- Jeff Boudreau : Stanley, le directeur de l'académie
- Évelyne Rompré : Kaskia, l'animatrice excentrique
- Maxime Tremblay : Jérémie, le farceur
- Sophie Cadieux : Mirana, la diva
- Patrick Martin : Lucas, le surdoué
- Roxane Bourdages : Sarah-Lyn, la rebelle
- François-Xavier Dufour : Arno, le naïf
- Marie-Ève Beaulieu : Cassandre, la sensible
- Fred-Éric Salvail : Kevin, le baveux
- Anne Casabonne : Muriel, la patronne
- Sébastien René : Ulysse
- Sophie Desmarais : Véro-Nat

## Fiche technique
- Scénaristes : Alex Veilleux et Vincent Bolduc
- Réalisateur : Simon Barrette
- Société de production : Vivavision

## Épisodes

### Première saison (2008)
1. Foncer vers en avant
2. La réalité a chaud
3. Le couple Stanley
4. Ouï-dire et non-dits
5. Kaskia et ses stars
6. La vérité toute nue
7. Les risques du métier
8. Secrets de famille
9. Jacques-Aline
10. Le mythe d'Ulysse
11. Le nuit-o-thon
12. Mourir d'amour
13. Un concours d'amateurs professionnels

### Deuxième saison (2008-2009)
1. Ça m'aCHALET!
2. Cassandre s'éclate
3. Trouver sa voie
4. Lucette
5. Ma sœur, c'est comme une maladie
6. Kaskienstein
7. Ulysse en beau câ...
8. Mirana story
9. Transformé en citrouille
10. Adieu Rambo
11. Super superficielle
12. Les genoux de Kaskia
13. Stan plus Kaskia
14. Stan Académie
15. Un show de gars
16. Pierre-Luc Des Rives
17. La frue des étoiles
18. Le match des stars
19. Le secret de Kevin
20. Roméo et Juliette
21. Scandales de Stars
22. Stan et ses tares
23. Dr. Picard
24. La guerre de Troy
25. En sortant d'ici
26. Révélations!